# Faust des Ostens
Faust des Ostens (FdO) ist eine Hooligan-Gruppierung, die aus Anhängern des Fußballvereins Dynamo Dresden besteht. Es handelt sich um eine gewalttätige und rechtsextreme Kriminelle Vereinigung.

## Hintergrund
Faust des Ostens wurde am 20. April 2010 gegründet. Das Gründungsdatum referiert auf den 121. (Quadrat aus der „Fußballzahl“ Elf) Geburtstag von Adolf Hitler. Zum Zeitpunkt ihrer Gründung bestand die Hooligan-Gruppierung aus etwa 50 Personen aus der Hooligan-Szene von Dynamo Dresden, zum Teil aus sogenannten Intensivtätern. Als Feindbilder nennt die junge Gruppierung Polizei, westdeutsche Fußballfans sowie Ausländer. Die Gruppe gibt sich offen neonazistisch, Beleidigungen und Schimpfworte wie „Kanaken“, „Polacken“ und „Judenfotzen“, nationalsozialistische Parolen wie „Sieg Heil“, der Hitlergruß sowie „Ruhm und Ehre“ sind verbreitet. Die Mitglieder der Gruppe üben gemeinsam Kampfsport aus, um sich auf Übergriffe und die szeneüblichen Schlägereien vorzubereiten. Bereits seit der Gründung ermittelten Polizei und Verfassungsschutz gegen die Gruppierung, die zeitweise um die 100 bis 200 Personen umfasste. Im DDV-Stadion haben Mitglieder der Gruppe Stadionverbot. Dennoch gelingt es Mitgliedern immer wieder, sich ins Stadion einzuschmuggeln und ihre Banner aufzuhängen. Mitglieder waren auch an den Ausschreitungen bei Auswärtsspielen gegen Borussia Dortmund, Hannover 96 und dem 1. FC Kaiserslautern beteiligt, die beinahe zum Ausschluss von Dynamo Dresden aus dem DFB-Pokal 2011/12 geführt hatten.
Kontakte der Gruppe bestehen zu rechtsextremen Szene, insbesondere den Freien Kameradschaften sowie zu Pegida und Legida. Ein ehemaliges Mitglied der Gruppierung ist außerdem Mitglied der Bürgerwehr Freital.

## Razzia und Prozess
2012 erfolgte eine großangelegte Razzia bei den Mitgliedern von Faust des Ostens. Seit dem 19. Juli 2013 ist ein Verfahren gegen die fünf führenden Köpfe der Gruppe anhängig. Vorgeworfen werden der Gruppe neben Körperverletzung und Landfriedensbruch auch der gewerbsmäßige Handel mit gestohlenen Spirituosen. Auf Grund der Überlastung der sächsischen Gerichte auf Grund von Personalmangel kam es jedoch noch zu keiner Verhandlung. Stattdessen agierte die Gruppe weiter. So sollen sich Mitglieder der Gruppe an einem Angriff auf den bei Linken beliebten Leipziger Stadtteil Connewitz sowie auf einen Migranten beim Dresdner Stadtfest dabei gewesen sein. Die Gruppe soll sich außerdem 2016 an den Auseinandersetzungen zwischen Deutschen und ukrainischen Fans während der Fußball-Europameisterschaft 2016 in Lille beteiligt haben. Bereits im Vorfeld kursierte ein Bild deutscher Fans, die mit Reichskriegsflagge posierten, darunter auch Mitglieder von Faust des Ostens. Seit der Anklageerhebung wurden gegen die fünf führenden Köpfe 12 weitere Ermittlungsverfahren eröffnet. Gegen weitere Mitglieder von Faust des Ostens kam es seit 2013 zu 24 weiteren Verfahrenseröffnungen. Im Mai 2020 berichtete das ARD-Magazin Panorama, dass auch acht Jahre nach der Razzia 2012 noch kein Prozess gegen die Hooligans in Sicht sei: Die zuständige Staatschutzkammer am Landgericht Dresden konnte die Hauptverhandlung „wegen vorrangig zu behandelnder Haftsachen“ immer noch nicht terminieren.
Im April 2021 wurde vor dem Landgericht Dresden ein Prozess gegen drei Rädelsführer der Hooliganvereinigung eröffnet. Alle drei räumten zu Prozessbeginn ein, Mitglieder der Hooliganvereinigung gewesen zu sein. Im Mai 2021 wurden die beiden jüngeren Angeklagten wegen Mitgliedschaft und Rädelsführerschaft in einer Kriminellen Vereinigung sowie gefährlicher Körperverletzung zu einer Geldstrafe von jeweils 1500 Euro verurteilt. Der dritte, 37 Jahre alt, erhielt wegen Mitgliedschaft und Rädelsführerschaft in einer Kriminellen Vereinigung sieben Monate Haft auf Bewährung, wovon fünf wegen der langen Verfahrensdauer bereits als vollstreckt gelten.